# Happy We
Pour plus de détails, voir Fiche technique et Distribution.
Happy We (en suédois : Två killar och en tjej est un film suédois réalisé par Lasse Hallström et sorti en 1983.

## Distribution
- Brasse Brännström :  Thomas Bengtsson
- Magnus Härenstam : Klasse Wallin
- Pia Green : Anna Wallin
- Lars Amble : Fredrik Wahlgren
- Gösta Engström : un étudiant
- Ewa Fröling : une doctoresse
- Svea Holst : une vieille patiente